# 刘太迟
刘太迟（1947年—2011年8月30日），男，四川开县人，生于北京，中华人民共和国军事人物，中国人民解放军空军少将，曾任中国人民解放军空军装备部副部长。

## 家庭
父亲刘伯承，母亲汪荣华。